# Girls in the city
Girls in the city est une ancienne collection littéraire des éditions Marabout, dont le genre est la Chick lit. 

## Titres parus
- Embrouilles à Manhattan de Meg Cabot
- Mes amants, mon psy et moi de Carrie L. Gerlach
- Et plus si affinités de Amanda Trimble
- Sexe, romance et best-seller de Nina Killham
- Projection très privée à Tribeca de Rachel Pine
- Mariage mania de Darcy Cosper
- Mariage (en douce) à l'italienne de Meg Cabot
- L'ex de mes rêves de Carole Matthews
- Divorce à petit feu de Clare Dowling
- Un bébé made in L.A. de Risa Green
- Une maman à L.A. de Risa Green
- Le prince charmant met de l'auto bronzant de Ellen Willer
- Cleptomania de Mary Carter
- Happy end à hollywood de Carole Matthews
- Sexe, amitié et rock n'roll de A.M. Golsher
- Ma vie privée sur internet de Carole Matthews
- Plaquée pour le meilleur de Clare Dowling
- Bimbo mais pas trop de Kristin Harmel
- Le prince charmant fait péter l'audimat de Ellen Willer
- Double jeu de Emma Lewinson
- Arnaque à l'amnésie de Caprice Crane
- En finale de Fame Game de Carole Matthews
- Ma vie de star est un enfer de A-M Goldsher
- Blonde létale de Kate White
- Un break pour Kate de Carole Matthews
- The boy next door de Julie Cohen
- Cinq filles, trois cadavres mais plus de volant de Andrea H. Japp
- Hot de Julia Harper
- Une petite entorse à la vérité de Nina Siegal
- Amour, Botox et trahison de Chloë Miller
- Cocktails, rumeurs et potins de Marisa Mackle
- Le mystère Dunblair de Jemma Harvey
- Mortels rendez-vous de Rhonda Pollero
- Love Masala de Advaita Kala
- Petits meurtres en ligne de Valérie Gans
- Les cadavres n'ont pas froid aux yeux de Andrea H. Japp